# Elattoneura souteri
Elattoneura souteri là loài chuồn chuồn trong họ Platycnemididae. Loài này được Fraser mô tả khoa học đầu tiên năm 1924.